# Gemmula graeffei
Gemmula graeffei is een slakkensoort uit de familie van de Turridae. De wetenschappelijke naam van de soort is voor het eerst geldig gepubliceerd in 1875 door Weinkauff.